# ردندرة رخوة
ردندرة رخوة (الاسم العلمي:Rhododendron molle) هي نوع من النباتات تتبع جنس الردندرة من الفصيلة الخلنجية.